# ホルベックB&I
ホルベックB&I（デンマーク語: Holbæk Bold og Idrætsforening）は、デンマークのシェラン地域のホルベックをホームタウンとするサッカークラブ。

## 歴史
1900年にクリケットや陸上競技、体操競技、サッカー部門を持つHI（Holbæk Idrætsforening）が創設された。1924年、HIを離れたメンバーによって、新しいサッカークラブであるホルベックBK（Holbæk Boldklub）が創設された。1931年8月4日、2つのクラブが合併し、ホルベックB&Iが創設された。1975年、当時のデンマーク最上位リーグであるファーストディビジョンで優勝したキューゲBKに次ぐ2位になった。同年、デンマーク・カップで準優勝し、1976年には2大会連続となる決勝進出を果たしたが、再び準優勝に終わった。

## タイトル
- デンマーク・カップ 準優勝：2回
  - 1975, 1976